# 2010
| [ Edytuj tabelę ]                                                | |
| Prezydent Polski                                                 | - 2005 Lech Kaczyński 2010 - 2010 Bronisław Komorowski (p.o.) 2010 - 2010 Bogdan Borusewicz (p.o.) 2010 - 2010 Grzegorz Schetyna (p.o.) 2010 - 2010 Bronisław Komorowski 2015 |
| Premier Polski                                                   | - 2007 Donald Tusk 2014 |
| Prezydent Abchazji                                               | - 2005 Siergiej Bagapsz 2011 |
| Premier Abchazji                                                 | - 2005 Aleksandr Ankwab 2010 - 2010 Siergiej Szamba 2011 |
| Prezydent Afganistanu                                            | - 2001 Hamid Karzaj 2014 |
| Prezydent Albanii                                                | - 2007 Bamir Topi 2012 |
| Premier Albanii                                                  | - 2005 Sali Berisha 2013 |
| Prezydent Algierii                                               | - 1999 Abd al-Aziz Buteflika 2019 |
| Premier Algierii                                                 | - 2008 Ahmad Ujahja 2012 |
| Współksiążęta Andory                                             | - 2003 Joan Enric Vives Sicília 2025 - 2007 Nicolas Sarkozy 2012 |
| Premier Andory                                                   | - 2009 Jaume Bartumeu 2011 |
| Prezydent Angoli                                                 | - 1979 José Eduardo dos Santos 2017 |
| Premier Angoli                                                   | - 2008 Paulo Kassoma 2010 |
| Premier Antigui i Barbudy                                        | - 2004 Baldwin Spencer 2014 |
| Król Arabii Saudyjskiej                                          | - 2005 Abd Allah ibn Abd al-Aziz Al Su’ud 2015 |
| Prezydent Argentyny                                              | - 2007 Cristina Fernández de Kirchner 2015 |
| Prezydent Armenii                                                | - 2008 Serż Sarkisjan 2018 |
| Premier Armenii                                                  | - 2008 Tigran Sarkisjan 2014 |
| Prezydent Autonomii Palestyńskiej                                | - 2005 Mahmud Abbas 2013 |
| Premier Australii                                                | - 2007 Kevin Rudd 2010 - 2010 Julia Gillard 2013 |
| Prezydent Austrii                                                | - 2004 Heinz Fischer 2016 |
| Kanclerz Austrii                                                 | - 2008 Werner Faymann 2016 |
| Prezydent Azerbejdżanu                                           | - 2003 İlham Əliyev |
| Premier Azerbejdżanu                                             | - 2003 Artur Rasizadə 2018 |
| Premier Bahamów                                                  | - 2007 Hubert Ingraham 2012 |
| Król Bahrajnu                                                    | - 2002 Hamad ibn Isa Al Chalifa |
| Premier Bahrajnu                                                 | - 1970 Chalifa ibn Salman Al Chalifa 2020 |
| Prezydent Bangladeszu                                            | - 2009 Zillur Rahman 2013 |
| Premier Bangladeszu                                              | - 2009 Sheikh Hasina 2024 |
| Premier Barbadosu                                                | - 2008 David Thompson 2010 - 2010 Freundel Stuart 2018 |
| Król Belgów                                                      | - 1993 Albert II 2013 |
| Premier Belgii                                                   | - 2009 Yves Leterme 2011 |
| Premier Belize                                                   | - 2008 Dean Barrow 2020 |
| Prezydent Beninu                                                 | - 2006 Yayi Boni 2016 |
| Król Bhutanu                                                     | - 2006 Jigme Khesar Namgyel Wangchuck |
| Premier Bhutanu                                                  | - 2008 Jigme Thinley 2013 |
| Prezydent Białorusi                                              | - 1994 Alaksandr Łukaszenka |
| Premier Białorusi                                                | - 2003 Siarhiej Sidorski 2010 - 2010 Michaił Miasnikowicz 2014 |
| Prezydent Boliwii                                                | - 2006 Evo Morales 2019 |
| Przewodniczący Prezydium Bośni i Hercegowiny                     | - 2009 Željko Komšić 2010 - 2010 Haris Silajdžić 2010 - 2010 Nebojša Radmanović 2011                                                                                          |
| Premier Bośni i Hercegowiny                                      | - 2007 Nikola Špirić 2012 |
| Prezydent Botswany                                               | - 2008 Seretse Ian Khama 2018 |
| Prezydent Brazylii                                               | - 2003 Luiz Inácio Lula da Silva 2011 |
| Sułtan Brunei                                                    | - 1967 Hassanal Bolkiah |
| Prezydent Bułgarii                                               | - 2002 Georgi Pyrwanow 2012 |
| Premier Bułgarii                                                 | - 2009 Bojko Borisow 2013 |
| Prezydent Burkiny Faso                                           | - 1987 Blaise Compaoré 2014 |
| Premier Burkiny Faso                                             | - 2007 Tertius Zongo 2011 |
| Prezydent Burundi                                                | - 2005 Pierre Nkurunziza 2020 |
| Prezydent Chile                                                  | - 2006 Michelle Bachelet 2010 - 2010 Sebastián Piñera 2014 |
| Przewodniczący ChRL                                              | - 2003 Hu Jintao 2013 |
| Premier Chin                                                     | - 2003 Wen Jiabao 2013 |
| Prezydent Chorwacji                                              | - 2000 Stjepan Mesić 2010 - 2010 Ivo Josipović 2015 |
| Premier Chorwacji                                                | - 2009 Jadranka Kosor 2011 |
| Prezydent Cypru                                                  | - 2008 Dimitris Christofias 2013 |
| Prezydent Cypru Północnego                                       | - 2005 Mehmet Ali Talat 2010 - 2010 Derviş Eroğlu 2015 |
| Prezydent Czadu                                                  | - 1990 Idriss Déby 2021 |
| Premier Czadu                                                    | - 2008 Youssouf Saleh Abbas 2010 - 2010 Emmanuel Nadingar 2013 |
| Prezydent Czarnogóry                                             | - 2006 Filip Vujanović 2018 |
| Premier Czarnogóry                                               | - 2008 Milo Đukanović 2010 - 2010 Igor Lukšić 2012 |
| Prezydent Czech                                                  | - 2003 Václav Klaus 2013 |
| Premier Czech                                                    | - 2009 Jan Fischer 2010 - 2010 Petr Nečas 2013 |
| Król Danii                                                       | - 1972 Małgorzata II 2024 |
| Premier Danii                                                    | - 2009 Lars Løkke Rasmussen 2011 |
| Prezydent DR Konga                                               | - 2001 Joseph Kabila 2019 |
| Premier DR Konga                                                 | - 2008 Adolphe Muzito 2012 |
| Dalajlama                                                        | - 1940 Tenzin Gjaco |
| Prezydent Dominikany                                             | - 2004 Leonel Fernández 2012 |
| Prezydent Dominiki                                               | - 2003 Nicholas Liverpool 2012 |
| Premier Dominiki                                                 | - 2004 Roosevelt Skerrit |
| Prezydent Dżibuti                                                | - 1999 Ismail Omar Guelleh |
| Premier Dżibuti                                                  | - 2001 Dileita Mohamed Dileita 2013 |
| Prezydent Egiptu                                                 | - 1981 Husni Mubarak 2011 |
| Premier Egiptu                                                   | - 2004 Ahmad Nazif 2011 |
| Prezydent Ekwadoru                                               | - 2007 Rafael Correa 2017 |
| Prezydent Erytrei                                                | - 1993 Isajas Afewerki |
| Prezydent Estonii                                                | - 2006 Toomas Hendrik Ilves 2016 |
| Premier Estonii                                                  | - 2005 Andrus Ansip 2014 |
| Prezydent Etiopii                                                | - 2001 Gyrma Uelde-Gijorgis 2013 |
| Premier Etiopii                                                  | - 1995 Meles Zenawi 2012 |
| Przew. Komisji Europejskiej                                      | - 2004 José Manuel Durão Barroso (Portugalia) 2014 |
| Przew. Rady Europejskiej                                         | - 2009 Herman Van Rompuy (Belgia) 2014 |
| Prezydent Fidżi                                                  | - 2009 Epeli Nailatikau 2015 |
| Premier Fidżi                                                    | - 2007 Frank Bainimarama 2022 |
| Prezydent Filipin                                                | - 2001 Gloria Macapagal-Arroyo 2010 - 2010 Benigno Aquino III 2016 |
| Prezydent Finlandii                                              | - 2000 Tarja Halonen 2012 |
| Premier Finlandii                                                | - 2003 Matti Vanhanen 2010 - 2010 Mari Kiviniemi 2011 |
| Prezydent Francji                                                | - 2007 Nicolas Sarkozy 2012 |
| Premier Francji                                                  | - 2007 François Fillon 2012 |
| Prezydent Gabonu                                                 | - 2009 Ali Bongo Ondimba 2023 |
| Premier Gabonu                                                   | - 2009 Paul Biyoghé Mba 2012 |
| Prezydent Gambii                                                 | - 1994 Yahya Jammeh 2017 |
| Prezydent Ghany                                                  | - 2009 John Atta-Mills 2012 |
| Prezydent Grecji                                                 | - 2005 Karolos Papulias 2015 |
| Premier Grecji                                                   | - 2009 Jorgos Papandreu 2011 |
| Premier Grenady                                                  | - 2008 Tillman Thomas 2013 |
| Prezydent Gruzji                                                 | - 2008 Micheil Saakaszwili 2013 |
| Premier Gruzji                                                   | - 2009 Nika Gilauri 2012 |
| Prezydent Gujany                                                 | - 1999 Bharrat Jagdeo 2011 |
| Premier Gujany                                                   | - 1999 Samuel Hinds 2015 |
| Prezydent Gwatemali                                              | - 2008 Álvaro Colom 2012 |
| Prezydent Gwinei                                                 | - 2009 Sékouba Konaté (p.o.) 2010 - 2010 Alpha Condé 2021 |
| Premier Gwinei                                                   | - 2008 Kabiné Komara 2010 - 2010 Jean-Marie Doré 2010 - 2010 Mohamed Saïd Fofana 2015                                                                                         |
| Prezydent Gwinei Bissau                                          | - 2009 Malam Bacai Sanhá 2012 |
| Premier Gwinei Bissau                                            | - 2009 Carlos Gomes Júnior 2012 |
| Prezydent Gwinei Równikowej                                      | - 1979 Teodoro Obiang Nguema Mbasogo |
| Premier Gwinei Równikowej                                        | - 2008 Ignacio Milam Tang 2012 |
| Prezydent Haiti                                                  | - 2006 René Préval 2011 |
| Premier Haiti                                                    | - 2009 Jean-Max Bellerive 2011 |
| Król Hiszpanii                                                   | - 1975 Jan Karol I 2014 |
| Premier Hiszpanii                                                | - 2004 José Luis Rodríguez Zapatero 2011 |
| Król Holandii                                                    | - 1980 Beatrycze 2013 |
| Premier Holandii                                                 | - 2002 Jan Peter Balkenende 2010 - 2010 Mark Rutte 2024 |
| Prezydent Hondurasu                                              | - 2009 Roberto Micheletti Bain 2010 - 2010 Porfirio Lobo Sosa 2014 |
| Najwyższy przywódca Iranu                                        | - 1989 Ali Chamenei |
| Prezydent Iranu                                                  | - 2005 Mahmud Ahmadineżad 2013 |
| Prezydent Iraku                                                  | - 2005 Dżalal Talabani 2014 |
| Premier Iraku                                                    | - 2006 Nuri al-Maliki 2014 |
| Prezydent Indii                                                  | - 2007 Pratibha Patil 2012 |
| Premier Indii                                                    | - 2004 Manmohan Singh 2014 |
| Prezydent Indonezji                                              | - 2004 Susilo Bambang Yudhoyono 2014 |
| Prezydent Irlandii                                               | - 1997 Mary McAleese 2011 |
| Premier Irlandii                                                 | - 2008 Brian Cowen 2011 |
| Prezydent Islandii                                               | - 1996 Ólafur Ragnar Grímsson 2016 |
| Premier Islandii                                                 | - 2009 Jóhanna Sigurðardóttir 2013 |
| Prezydent Izraela                                                | - 2007 Szimon Peres 2014 |
| Premier Izraela                                                  | - 2009 Binjamin Netanjahu 2021 |
| Premier Jamajki                                                  | - 2007 Bruce Golding 2011 |
| Cesarz Japonii                                                   | - 1989 Akihito 2019 |
| Premier Japonii                                                  | - 2009 Yukio Hatoyama 2010 - 2010 Naoto Kan 2011 |
| Prezydent Jemenu                                                 | - 1990 Ali Abd Allah Salih 2012 |
| Król Jordanii                                                    | - 1999 Abd Allah II |
| Premier Jordanii                                                 | - 2009 Samir ar-Rifa’i 2011 |
| Król Kambodży                                                    | - 2004 Norodom Sihamoni |
| Premier Kambodży                                                 | - 1993 Hun Sen 2023 |
| Prezydent Kamerunu                                               | - 1982 Paul Biya |
| Premier Kamerunu                                                 | - 2009 Philémon Yang 2019 |
| Premier Kanady                                                   | - 2006 Stephen Harper 2015 |
| Prezydent Górskiego Karabachu                                    | - 2007 Bako Sahakian 2020 |
| Emir Kataru                                                      | - 1995 Hamad ibn Chalifa 2013 |
| Premier Kataru                                                   | - 2007 Hamad ibn Dżasim ibn Dżabr 2013 |
| Prezydent Kazachstanu                                            | - 1991 Nursułtan Nazarbajew 2019 |
| Premier Kazachstanu                                              | - 2007 Karim Masimow 2012 |
| Prezydent Kenii                                                  | - 2002 Mwai Kibaki 2013 |
| Prezydent Kirgistanu                                             | - 2005 Kurmanbek Bakijew 2010 - 2010 Roza Otunbajewa 2011 |
| Premier Kirgistanu                                               | - 2009 Danijar Üsönow 2010 - 2010 Ałmazbek Atambajew 2011 |
| Prezydent Kolumbii                                               | - 2002 Álvaro Uribe Vélez 2010 - 2010 Juan Manuel Santos 2018 |
| Prezydent Konga                                                  | - 1997 Denis Sassou-Nguesso |
| Patriarcha Konstantynopola                                       | - 1991 Bartłomiej I |
| Prezydent Korei Południowej                                      | - 2008 Lee Myung-bak 2013 |
| Premier Korei Południowej                                        | - 2009 Chung Un-chan 2010 - 2010 Yoon Jeung-hyun (p.o.) 2010 - 2010 Kim Hwang-sik 2013                                                                                        |
| Prezydent KRLD                                                   | - 1998 Kim Il Sŏng („Wieczny Prezydent”) 2019 |
| Najwyższy Przywódca KRLD                                         | - 1994 Kim Dzong Il 2011 |
| Premier KRLD                                                     | - 2007 Kim Yŏng Il 2010 - 2010 Ch’oe Yŏng Rim 2013 |
| Prezydent Kosowa                                                 | - 2008 Fatmir Sejdiu 2010 - 2010 Jakup Krasniqi (p.o.) 2011 |
| Premier Kosowa                                                   | - 2008 Hashim Thaçi 2014 |
| Prezydent Kostaryki                                              | - 2006 Óscar Arias Sánchez 2010 - 2010 Laura Chinchilla Miranda 2014 |
| Przewodniczący Rady Państwa Kuby                                 | - 2008 Raúl Castro 2018 |
| Emir Kuwejtu                                                     | - 2006 Sabah IV 2020 |
| Premier Kuwejtu                                                  | - 2006 Nasir al-Muhammad al-Ahmad as-Sabah 2011 |
| Prezydent Laosu                                                  | - 2006 Choummaly Sayasone 2016 |
| Król Lesotho                                                     | - 1996 Letsie III |
| Premier Lesotho                                                  | - 1998 Pakalitha Mosisili 2012 |
| Prezydent Libanu                                                 | - 2008 Michel Sulaiman 2014 |
| Premier Libanu                                                   | - 2009 Sad al-Hariri 2011 |
| Prezydent Liberii                                                | - 2006 Ellen Johnson-Sirleaf 2018 |
| Przywódca Libii                                                  | - 1969 Mu’ammar al-Kaddafi 2011 |
| Premier Libii                                                    | - 2006 Al-Baghdadi Ali al-Mahmudi 2011 |
| Sekretarz generalny PKL Libii                                    | - 2009 Imbarak Abd Allah asz-Szamich 2010 - 2010 Muhammad Abu al-Kasim az-Zuwajj 2011                                                                                         |
| Książę Liechtensteinu                                            | - 1989 Jan Adam II |
| Premier Liechtensteinu                                           | - 2009 Klaus Tschütscher 2013 |
| Prezydent Litwy                                                  | - 2009 Dalia Grybauskaitė 2019 |
| Premier Litwy                                                    | - 2008 Andrius Kubilius 2012 |
| Wielki książę Luksemburga                                        | - 2000 Henryk |
| Premier Luksemburga                                              | - 1995 Jean-Claude Juncker 2013 |
| Prezydent Łotwy                                                  | - 2007 Valdis Zatlers 2011 |
| Premier Łotwy                                                    | - 2009 Valdis Dombrovskis 2014 |
| Prezydent Macedonii                                              | - 2009 Ǵorge Iwanow 2019 |
| Premier Macedonii                                                | - 2006 Nikoła Gruewski 2016 |
| Prezydent Madagaskaru                                            | - 2009 Andry Rajoelina 2014 |
| Premier Madagaskaru                                              | - 2009 Albert Camille Vital 2011 |
| Prezydent Malawi                                                 | - 2004 Bingu wa Mutharika 2012 |
| Prezydent Malediwów                                              | - 2008 Mohamed Nasheed 2012 |
| Król Malezji                                                     | - 2006 Tuanku Mizan Zainal Abidin 2011 - 2006 Tuanku Abdul Halim 2011 |
| Premier Malezji                                                  | - 2009 Najib Razak 2018 |
| Prezydent Mali                                                   | - 2002 Amadou Toumani Touré 2012 |
| Premier Mali                                                     | - 2007 Modibo Sidibé 2011 |
| Prezydent Malty                                                  | - 2009 George Abela 2014 |
| Premier Malty                                                    | - 2004 Lawrence Gonzi 2013 |
| Król Maroka                                                      | - 1999 Muhammad VI |
| Premier Maroka                                                   | - 2007 Abbas al-Fasi 2011 |
| Prezydent Mauretanii                                             | - 2009 Muhammad uld Abd al-Aziz 2019 |
| Premier Mauretanii                                               | - 2008 Maulaj uld Muhammad al-Aghzaf 2014 |
| Prezydent Mauritiusa                                             | - 2003 Anerood Jugnauth 2012 |
| Premier Mauritiusa                                               | - 2005 Navin Ramgoolam 2014 |
| Prezydent Meksyku                                                | - 2006 Felipe Calderón 2012 |
| Prezydent Mikronezji                                             | - 2007 Manny Mori 2015 |
| Przewodniczący Państwowej Rady Pokoju i Rozwoju Mjanmy           | - 1997 Than Shwe 2011 |
| Premier Mjanmy                                                   | - 2007 Thein Sein 2011 |
| Prezydent Mołdawii                                               | - 2009 Mihai Ghimpu (p.o.) 2010 - 2010 Vlad Filat (p.o.) 2010 - 2010 Marian Lupu (p.o.) 2012                                                                                  |
| Premier Mołdawii                                                 | - 2009 Vlad Filat 2013 |
| Książę Monako                                                    | - 2005 Albert II |
| Minister stanu Monako                                            | - 2005 Jean-Paul Proust 2010 - 2010 Michel Roger 2015 |
| Prezydent Mongolii                                               | - 2009 Cachiagijn Elbegdordż 2017 |
| Premier Mongolii                                                 | - 2009 Süchbaataryn Batbold 2012 |
| Prezydent Mozambiku                                              | - 2005 Armando Guebuza 2015 |
| Premier Mozambiku                                                | - 2004 Luisa Diogo 2010 - 2010 Aires Ali 2012 |
| Prezydent Naddniestrza                                           | - 1991 Igor Smirnow 2011 |
| Prezydent Namibii                                                | - 2005 Hifikepunye Pohamba 2015 |
| Premier Namibii                                                  | - 2005 Nahas Angula 2012 |
| Sekretarz generalny NATO                                         | - 2009 Anders Fogh Rasmussen (Dania) 2014 |
| Prezydent Nauru                                                  | - 2007 Marcus Stephen 2011 |
| Prezydent Nepalu                                                 | - 2008 Ram Baran Yadav 2015 |
| Premier Nepalu                                                   | - 2009 Madhav Kumar Nepal 2011 |
| Prezydent Niemiec                                                | - 2004 Horst Köhler 2010 - 2010 Christian Wulff 2012 |
| Kanclerz Niemiec                                                 | - 2005 Angela Merkel 2021 |
| Prezydent Nigru                                                  | - 1999 Mamadou Tandja 2010 - 2010 Salou Djibo 2011 |
| Premier Nigru                                                    | - 2009 Ali Badjo Gamatié 2010 - 2010 Mahamadou Danda 2011 |
| Prezydent Nigerii                                                | - 2007 Umaru Yar’Adua 2010 - 2010 Goodluck Jonathan 2015 |
| Prezydent Nikaragui                                              | - 2007 Daniel Ortega 2025 |
| Król Norwegii                                                    | - 1991 Harald V |
| Premier Norwegii                                                 | - 2005 Jens Stoltenberg 2013 |
| Premier Nowej Zelandii                                           | - 2008 John Key 2016 |
| Prezydent Osetii Południowej                                     | - 2001 Eduard Kokojty 2011 |
| Sułtan Omanu                                                     | - 1970 Kabus ibn Sa’id 2020 |
| Sekretarz generalny ONZ                                          | - 2007 Ban Ki-moon (Korea Południowa) 2016 |
| Prezydent Pakistanu                                              | - 2008 Asif Ali Zardari 2013 |
| Premier Pakistanu                                                | - 2008 Yousaf Raza Gilani 2012 |
| Prezydent Palau                                                  | - 2009 Johnson Toribiong 2013 |
| Prezydent Panamy                                                 | - 2009 Ricardo Martinelli 2014 |
| Papież                                                           | - 2005 Benedykt XVI 2013 |
| Premier Papui-Nowej Gwinei                                       | - 2002 Michael Somare 2011 |
| Prezydent Paragwaju                                              | - 2008 Fernando Lugo 2012 |
| Prezydent Peru                                                   | - 2006 Alan García Pérez 2011 |
| Premier Peru                                                     | - 2009 Javier Velásquez 2010 - 2010 José Antonio Chang 2011 |
| Prezydent Południowej Afryki                                     | - 2009 Jacob Zuma 2018 |
| Prezydent Portugalii                                             | - 2006 Aníbal Cavaco Silva 2016 |
| Premier Portugalii                                               | - 2005 José Sócrates 2011 |
| Sekretarz generalny Rady Europy                                  | - 2009 Thorbjørn Jagland (Norwegia) 2019 |
| Prezydent Republiki Środkowoafrykańskiej                         | - 2003 François Bozizé 2013 |
| Premier Republiki Środkowoafrykańskiej                           | - 2008 Faustin-Archange Touadéra 2013 |
| Prezydent Republiki Zielonego Przylądka                          | - 2001 Pedro Pires 2011 |
| Premier Republiki Zielonego Przylądka                            | - 2001 José Maria Neves 2016 |
| Prezydent Rosji                                                  | - 2008 Dmitrij Miedwiediew 2012 |
| Premier Rosji                                                    | - 2008 Władimir Putin 2012 |
| Prezydent Rumunii                                                | - 2007 Traian Băsescu 2012 |
| Premier Rumunii                                                  | - 2008 Emil Boc 2012 |
| Prezydent Rwandy                                                 | - 2000 Paul Kagame |
| Premier Rwandy                                                   | - 2000 Bernard Makuza 2011 |
| Premier Saint Kitts i Nevis                                      | - 1995 Denzil Douglas 2015 |
| Premier Saint Lucia                                              | - 2007 Stephenson King 2011 |
| Premier Saint Vincent i Grenadyn                                 | - 2001 Ralph Gonsalves |
| Prezydent Salwadoru                                              | - 2009 Mauricio Funes 2014 |
| O le Ao o le Malo Samoa                                          | - 2007 Tupua Tamasese Tupuola Tufuga Efi 2017 |
| Premier Samoa                                                    | - 1998 Tuilaʻepa Sailele Malielegaoi 2021 |
| Kapitanowie Regenci San Marino                                   | - 2009 Francesco Mussoni Stefano Palmieri 2010 - 2010 Marco Conti Glauco Sansovini 2010 - 2010 Giovanni Francesco Ugolini Andrea Zafferani 2011                               |
| Sekretarz Stanu do spraw Politycznych i Zagranicznych San Marino | - 2008 Antonella Mularoni 2012 |
| Prezydent Senegalu                                               | - 2000 Abdoulaye Wade 2012 |
| Premier Senegalu                                                 | - 2009 Souleymane Ndéné Ndiaye 2012 |
| Prezydent Serbii                                                 | - 2006 Boris Tadić 2012 |
| Premier Serbii                                                   | - 2008 Mirko Cvetković 2012 |
| Prezydent Seszeli                                                | - 2004 James Michel 2016 |
| Prezydent Sierra Leone                                           | - 2007 Ernest Bai Koroma 2018 |
| Prezydent Singapuru                                              | - 1999 S.R. Nathan 2011 |
| Premier Singapuru                                                | - 2004 Lee Hsien Loong 2024 |
| Prezydent Słowacji                                               | - 2004 Ivan Gašparovič 2014 |
| Premier Słowacji                                                 | - 2006 Robert Fico 2010 - 2010 Iveta Radičová 2012 |
| Prezydent Słowenii                                               | - 2007 Danilo Türk 2012 |
| Premier Słowenii                                                 | - 2008 Borut Pahor 2012 |
| Prezydent Somalii                                                | - 2009 Szarif Szajh Ahmed 2012 |
| Premier Somalii                                                  | - 2009 Omar Abdirashid Ali Sharmarke 2010 - 2010 Abdiwahid Gonjeh (p.o.) 2010 - 2010 Mohamed Abdullahi Mohamed 2011                                                           |
| Prezydent Sri Lanki                                              | - 2005 Mahinda Rajapaksa 2015 |
| Premier Sri Lanki                                                | - 2005 Ratnasiri Wickremanayake 2010 - 2010 D.M. Jayaratne 2015 |
| Król Suazi                                                       | - 1986 Ntombi (współpanująca) 2018 - 1986 Mswati III 2018 |
| Premier Suazi                                                    | - 2008 Barnabas Sibusiso Dlamini 2018 |
| Prezydent Sudanu                                                 | - 1989 Umar al-Baszir 2019 |
| Prezydent Surinamu                                               | - 2000 Ronald Venetiaan 2010 - 2010 Dési Bouterse 2020 |
| Prezydent Syrii                                                  | - 2000 Baszszar al-Asad 2024 |
| Premier Syrii                                                    | - 2003 Muhammad Nadżi al-Utri 2011 |
| Prezydent Szwajcarii                                             | - 2010 Doris Leuthard 2010 |
| Król Szwecji                                                     | - 1973 Karol XVI Gustaw |
| Premier Szwecji                                                  | - 2006 Fredrik Reinfeldt 2014 |
| Prezydent Tadżykistanu                                           | - 1994 Emomali Rahmon |
| Premier Tadżykistanu                                             | - 1999 Okil Okilow 2013 |
| Król Tajlandii                                                   | - 1946 Bhumibol Adulyadej 2016 |
| Premier Tajlandii                                                | - 2008 Abhisit Vejjajiva 2011 |
| Prezydent Tajwanu                                                | - 2008 Ma Ying-jeou 2016 |
| Prezydent Tanzanii                                               | - 2005 Jakaya Kikwete 2015 |
| Premier Tanzanii                                                 | - 2008 Mizengo Pinda 2015 |
| Prezydent Timoru Wschodniego                                     | - 2007 José Ramos-Horta 2012 |
| Premier Timoru Wschodniego                                       | - 2007 Xanana Gusmão 2015 |
| Prezydent Togo                                                   | - 2005 Faure Gnassingbé 2025 |
| Premier Togo                                                     | - 2008 Gilbert Houngbo 2012 |
| Król Tonga                                                       | - 2006 Jerzy Tupou V 2012 |
| Premier Tonga                                                    | - 2006 Feleti Sevele 2010 - 2010 Lord Tuʻivakanō 2014 |
| Prezydent Trynidadu i Tobago                                     | - 2003 George Maxwell Richards 2013 |
| Premier Trynidadu i Tobago                                       | - 2001 Patrick Manning 2010 - 2010 Kamla Persad-Bissessar 2015 |
| Prezydent Tunezji                                                | - 1987 Zajn al-Abidin ibn Ali 2011 |
| Premier Tunezji                                                  | - 1999 Muhammad al-Ghannuszi 2011 |
| Prezydent Turcji                                                 | - 2007 Abdullah Gül 2014 |
| Premier Turcji                                                   | - 2003 Recep Tayyip Erdoğan 2014 |
| Prezydent Turkmenistanu                                          | - 2006 Gurbanguly Berdimuhamedow 2022 |
| Prezydent Ugandy                                                 | - 1986 Yoweri Museveni |
| Premier Ugandy                                                   | - 1999 Apolo Nsibambi 2011 |
| Prezydent Ukrainy                                                | - 2005 Wiktor Juszczenko 2010 - 2010 Wiktor Janukowycz 2014 |
| Premier Ukrainy                                                  | - 2007 Julia Tymoszenko 2010 - 2010 Mykoła Azarow 2014 |
| Prezydent Urugwaju                                               | - 2005 Tabaré Vázquez 2010 - 2010 José Mujica 2015 |
| Prezydent USA                                                    | - 2009 Barack Obama 2017 |
| Prezydent Uzbekistanu                                            | - 1991 Islom Karimov 2016 |
| Premier Uzbekistanu                                              | - 2003 Shavkat Mirziyoyev 2016 |
| Prezydent Vanuatu                                                | - 2009 Iolu Abil 2014 |
| Premier Vanuatu                                                  | - 2009 Edward Natapei 2010 - 2010 Sato Kilman 2011 |
| Prezydent Wenezueli                                              | - 1999 Hugo Chávez 2013 |
| Prezydent Węgier                                                 | - 2005 László Sólyom 2010 - 2010 Pál Schmitt 2012 |
| Premier Węgier                                                   | - 2009 Gordon Bajnai 2010 - 2010 Viktor Orbán |
| Monarcha Wielkiej Brytanii                                       | - 1952 Elżbieta II 2022 |
| Premier Wielkiej Brytanii                                        | - 2007 Gordon Brown 2010 - 2010 David Cameron 2016 |
| Prezydent Wietnamu                                               | - 2006 Nguyễn Minh Triết 2011 |
| Premier Wietnamu                                                 | - 2006 Nguyễn Tấn Dũng 2016 |
| Prezydent Włoch                                                  | - 2006 Giorgio Napolitano 2015 |
| Premier Włoch                                                    | - 2008 Silvio Berlusconi 2011 |
| Prezydent WKS                                                    | - 2000 Laurent Gbagbo 2011 - 2010 Alassane Ouattara |
| Premier WKS                                                      | - 2007 Guillaume Soro 2012 |
| Prezydent Wysp Marshalla                                         | - 2009 Jurelang Zedkaia 2012 |
| Prezydent Wysp Świętego Tomasza i Książęcej                      | - 2003 Fradique de Menezes 2011 |
| Prezydent Zambii                                                 | - 2008 Rupiah Banda 2011 |
| Prezydent Zimbabwe                                               | - 1987 Robert Mugabe 2017 |
| Premier Zimbabwe                                                 | - 2009 Morgan Tsvangirai 2013 |
| Prezydent ZEA                                                    | - 2004 Chalifa ibn Zajid Al Nahajjan 2022 |
| Premier ZEA                                                      | - 2006 Muhammad ibn Raszid al-Maktum |

Rok 2010 / MMX
stulecia: XX wiek ~
XXI wiek ~
XXII wiek

dziesięciolecia:
1980–1989 •
1990–1999 •
2000–2009 •
2010–2019
• 2020–2029

lata: 2000 «
2005 «
2006 «
2007 «
2008 «
2009 «
2010
» 2011
» 2012
» 2013
» 2014
» 2015
» 2020

## Rok 2010 ogłoszono
- Międzynarodowym Rokiem Różnorodności Biologicznej (ONZ)
- Rokiem Fryderyka Chopina (uchwała Sejmu z 9 maja 2008)[1]
- Europejskim Rokiem Walki z Ubóstwem i Wykluczeniem Społecznym (Unia Europejska)
- Rokiem Bitwy pod Grunwaldem (Sejm Litwy)
- Rok polskiej Demokracji Lokalnej – Senat RP (w zw. z XX rocznicą przeprowadzenia 1. wyborów do odrodzonego samorządu terytorialnego – uchwała z 19 listopada 2009 r.)[2]
- Rokiem Marianny Orańskiej w Województwie Dolnośląskim (uchwała Sejmiku z 16 grudnia 2008)
- Rokiem Króla Kazimierza Wielkiego w Będzinie (Stowarzyszenie Ratujmy Kościół na Górce)
- Rokiem turystyki wodnej w PTTK (Uchwała XVII Walnego Zjazdu PTTK)
- Rokiem Caravaggia
- Rokiem Świętym Jakubowym

## Wydarzenia w Polsce

### Styczeń
- 1 stycznia – 6 miejscowości: Tychowo, Szepietowo, Łaszczów, Radłów, Kołaczyce, Przecław uzyskały prawa miejskie.
- 10 stycznia – XVIII finał Wielkiej Orkiestry Świątecznej Pomocy (po raz drugi dla dzieci z chorobami onkologicznymi), na doposażenie klinik onkologicznych w sprzęt wysokospecjalistyczny
- 12 stycznia – w Olkuszu odnaleziono jedyny w polskich zbiorach obraz Claude’a Moneta Plaża w Pourville, skradziony z Muzeum Narodowego w Poznaniu we wrześniu 2000 roku
- 17 stycznia – referenda w sprawie odwołania:
  - prezydenta miasta Łodzi – mieszkańcy zdecydowali o usunięciu Jerzego Kropiwnickiego ze stanowiska przed upływem kadencji;
  - burmistrza miasta Brwinów – mieszkańcy decydowali o usunięciu Andrzeja Guzika ze stanowiska, na 10 miesięcy przed upływem kadencji; zgodnie z wymogami burmistrza nie odwołano
- 22 stycznia – trzęsienie ziemi z epicentrum w okolicy Pajęczna, o sile 4,7 stopnia w skali Richtera
- 24 stycznia – jedna osoba zginęła, a trzy zostały ranne w wyniku wybuchu pyłu węglowego w Elektrowni Dolna Odra koło Gryfina
- 28 stycznia – premier Donald Tusk ogłosił, że nie będzie kandydował w wyborach prezydenckich
- 29 stycznia – Agencja Rozwoju Przemysłu podpisała z włosko-brytyjskim producentem śmigłowców AgustaWestland umowę sprzedaży 87,62% akcji Wytwórni Sprzętu Komunikacyjnego „PZL-Świdnik”

### Luty
- 10 lutego – na przystanku w Warszawie w trakcie interwencji został zamordowany funkcjonariusz policji mł. asp. Andrzej Struj (pośmiertnie awansowany do stopnia podkomisarza)
- 10–11 lutego – w Łódzkiej Atlas Arenie odbyły się 2 koncerty Depeche Mode w zamian za odwołany koncert w Warszawie
- 14 lutego:
  - Marcin Mroziński wygrał polskie preselekcje do Eurowizji 2010 i reprezentował Polskę na Konkursie Piosenki Eurowizji 2010
  - w Gdyni otwarto Narodowy Stadion Rugby

### Marzec
- 12 marca – VIII zjazd gnieźnieński i koncert zespołu Rammstein w łódzkiej Atlas Arenie
- 27 marca – Bronisław Komorowski pokonał Radosława Sikorskiego w prawyborach na kandydata Platformy Obywatelskiej w wyborach prezydenckich
- 28 marca – po raz pierwszy padła główna wygrana w polskiej edycji teleturnieju Milionerzy
- 31 marca – Andrzej Seremet został prokuratorem generalnym

### Kwiecień
- 9 kwietnia – Sejm przyjął ustawę o Służbie Więziennej
- 10 kwietnia:
  - w obwodzie smoleńskim Rosji rozbił się samolot prezydencki z prezydentem Lechem Kaczyńskim i jego małżonką Marią oraz 94 innymi osobami na pokładzie, którzy wszyscy zginęli;
  - obowiązki zmarłego w katastrofie lotniczej w Smoleńsku prezydenta Lecha Kaczyńskiego, zgodnie z Konstytucją, przejął tymczasowo marszałek Sejmu Bronisław Komorowski;
  - została wprowadzona tygodniowa żałoba narodowa, przedłużona później do dziewięciu dni.
- 11 kwietnia – na lotnisku wojskowym Warszawa-Okęcie wylądował samolot z ciałem zmarłego tragicznie prezydenta Lecha Kaczyńskiego. Trumna została przewieziona do Pałacu Prezydenckiego. Na trasie konduktu cześć zmarłemu oddawały tłumy rodaków.
- 15 kwietnia – prezydent RP Lech Kaczyński otrzymał pośmiertnie tytuł Honorowego Obywatela miasta stołecznego Warszawy.
- 16 kwietnia – polska strefa powietrzna została zamknięta z powodu chmury pyłów wulkanicznych powstałej po erupcji islandzkiego wulkanu Eyjafjallajökull.
- 17 kwietnia – w Warszawie odbyły się uroczystości pożegnalne ofiar katastrofy lotniczej pod Smoleńskiem.
- 18 kwietnia – w Krakowie odbyły się uroczystości pogrzebowe pary prezydenckiej Lecha i Marii Kaczyńskich.
- 29 kwietnia – w Elblągu padła najwyższa wygrana w Lotto – 24 636 124,00 PLN.
- 30 kwietnia – w Oddziale Informatyki PKP wyłączono ostatni działający w Polsce system teleprzetwarzania opartego na komputerze Odra 1305.

### Maj
- 7 maja – gen. broni Mieczysław Cieniuch został szefem Sztabu Generalnego WP.
- 8 maja – Józef Kowalczyk został mianowany arcybiskupem metropolitą archidiecezji gnieźnieńskiej i prymasem Polski.
- 11 maja – polski trzynastoletni miłośnik astronomii Rafał Reszelewski odkrył jako najmłodszy w projekcie Sungrazing Comets kometę z grupy Kreutza.
- 12 maja – na warszawskiej giełdzie zadebiutowały akcje PZU.
- 15 maja – Lech Poznań został piłkarskim Mistrzem Polski.
- 16 maja – gwałtowne wezbrania rzek w dorzeczu górnej Odry i Wisły dały początek wielkiej powodzi, która objęła całą południową Polskę.
- 20 maja – gen. broni pil. Lech Majewski został powołany na stanowisko dowódcy Sił Powietrznych RP, a gen. dywizji Zbigniew Głowienka na dowódcę Wojsk Lądowych RP.
- 22 maja – sarkofag ze szczątkami Mikołaja Kopernika został uroczyście pochowany w bazylice archikatedralnej we Fromborku.
- 26 maja – po dotarciu fali powodziowej do Bałtyku zakończył się pierwszy etap powodzi.
- 27 maja – koncert grupy AC/DC w Warszawie na Lotnisku Bemowo.
- 30 maja – koncert Eltona Johna w Warszawie na stadionie Polonii.

### Czerwiec
- 1 czerwca:
  - opublikowano stenogramy rozmów załogi samolotu Tu-154M, które zostały zarejestrowane tuż przed katastrofą w Smoleńsku.
  - w Tychach zakończono produkcję Fiata 600 Seicento.
- 2 czerwca – początek drugiego etapu powodzi.
- 6 czerwca – ks. Jerzy Popiełuszko na placu Marszałka Józefa Piłsudskiego w Warszawie został ogłoszony błogosławionym kościoła katolickiego.
- 10 czerwca:
  - Marek Belka został wybrany przez Sejm RP na stanowisko prezesa NBP.
  - Irena Lipowicz powołana została przez Sejm na urząd rzecznika praw obywatelskich.
  - fałszywe ostrzeżenie o ataku terrorystycznym przy użyciu sarinu sparaliżowało na trzy godziny centrum Warszawy.
- 11 czerwca:
  - Marek Belka został zaprzysiężony na prezesa Narodowego Banku Polski.
  - na opolskim parkingu znaleziono zwłoki Dariusza Ratajczaka.
- 16 czerwca – koncert Wielkiej Czwórki thrash metalu w ramach festiwalu Sonisphere w Warszawie, na lotnisku Bemowo.
- 20 czerwca:
  - I tura wyborów prezydenckich. Żaden z kandydatów nie uzyskał minimum połowy głosów, do II tury przeszli Bronisław Komorowski (41,54%) i Jarosław Kaczyński (36,46%).
  - odbyła się mariawicka konsekracja biskupia Piotra Marii Bernarda Kubickiego w Płocku.
- 25 czerwca – Sejm RP przyjął ustawę o sporcie.
- 26 czerwca – abp Henryk Muszyński wprowadził nowego Prymasa – Józefa Kowalczyka na katedrę arcybiskupów gnieźnieńskich.

### Lipiec
- 2–4 lipca – w Krakowie odbyła się konferencja z okazji 10-lecia Wspólnoty Demokracji. W konferencji wzięło udział wielu zagranicznych polityków w tym szef Europarlamentu Jerzy Buzek i amerykańska sekretarz stanu Hillary Clinton.
- 3 lipca – Polska i USA podpisały w Krakowie aneks do umowy w sprawie obrony przeciwrakietowej.
- 4 lipca:
  - II tura wyborów prezydenckich. Bronisław Komorowski został wybrany prezydentem Rzeczypospolitej Polskiej.
  - inscenizacja bitwy pod Kłuszynem – Święto Husarii i Dzień Chwały Oręża Polskiego – Warszawa.
- 8 lipca – prezydent elekt Bronisław Komorowski zrezygnował z mandatu poselskiego i z funkcji marszałka Sejmu, a tym samym przestał wykonywać obowiązki prezydenta RP, które kilka godzin wypełniał marszałek Senatu Bogdan Borusewicz, a wieczorem z mocy Konstytucji obowiązki głowy państwa przejął nowo wybrany marszałek Sejmu Grzegorz Schetyna. W jednym dniu Polska miała trzech polityków pełniących obowiązki prezydenta.
- 15 lipca – obchody 600-lecia bitwy pod Grunwaldem.
- 17 lipca:
  - inscenizacja bitwy pod Grunwaldem z okazji obchodów jej 600-lecia.
  - europejska parada równości EuroPride – Warszawa.
- 25–31 lipca – Mistrzostwa Europy w Hokeju na Trawie Juniorów U-21 – Siemianowice Śląskie.

### Sierpień
- 1 sierpnia – weszła w życie nowelizacja ustawa o przeciwdziałaniu przemocy w rodzinie z dnia 10 czerwca 2010 roku, wprowadzająca m.in. zakaz stosowania kar cielesnych w rodzinie.
- 6 sierpnia – zaprzysiężenie Bronisława Komorowskiego na urząd Prezydenta Rzeczypospolitej Polskiej.
- 7 sierpnia – Bogatynia została zalana przez przepływającą przez miasto rzekę Miedzianka.
- 9–10 sierpnia – nocny happening przeciwko obecności krzyża smoleńskiego przed Pałacem Prezydenckim w Warszawie.
- 16 sierpnia:
  - w Krakowie rozpoczął się jubileuszowy zlot z okazji 100-lecia harcerstwa w Polsce. W inauguracji Zlotu, która odbyła się w dniu 17 sierpnia, uczestniczył prezes Rady Ministrów Donald Tusk – honorowy patron Zlotu.
  - początek budowy II linii warszawskiego metra.
- 18 sierpnia – otwarto Halę Gdańsk-Sopot.
- 21 sierpnia – pojawiły się doniesienia o libacji na skwerku we Wrocławiu

### Wrzesień
- 1 września – uruchomienie polskiej wersji Playhouse Disney, obecnie pod nazwą Disney Junior Polska. Wcześniej był nazwany Jetix Play Polska.
- 16 września – sprzed Pałacu prezydenckiego w Warszawie znika krzyż postawiony przez Harcerstwo w czasie żałoby narodowej po Katastrofie polskiego Tu-154 w Smoleńsku. Osobny artykuł Krzyż sprzed Pałacu Prezydenckiego w Warszawie.
- 20 września – zakończenie budowy Stadionu Miejskiego w Poznaniu.
- 24 września:
  - Sejm ustanowił dzień 6 stycznia (uroczystość Objawienia Pańskiego) ponownie dniem ustawowo wolnym od pracy.
  - Kraków: zostało otwarte podziemne muzeum pod płytą Rynku Głównego. Wystawa nosząca tytuł „Śladami europejskiej tożsamości Krakowa” jest multimedialnym widowiskiem, podróżą w czasie. Zwiedzający mogą nie tylko zobaczyć, ale i dotknąć historii z początków legendarnego miasta.

### Październik
- 2 października – w warszawskiej Filharmonii Narodowej rozpoczął się XVI Międzynarodowy Konkurs Pianistyczny im. Fryderyka Chopina.
- 12 października – 18 osób zginęło w zderzeniu busa z ciężarówką pod Nowym Miastem nad Pilicą.
- 19 października – miał miejsce atak na biuro poselskie Prawa i Sprawiedliwości w Łodzi.
- 20 października – Rosjanka Julianna Awdiejewa zwyciężyła w XVI Międzynarodowym Konkursie Pianistycznym im. Fryderyka Chopina.
- 21 października – Piotr Duda został przewodniczącym NSZZ „Solidarność”.

### Listopad
- 5 listopada – zostało oficjalnie otwarte Centrum Nauki Kopernik w Warszawie.
- 6 listopada – start kanału telewizyjnego Fox Polska.
- 8 listopada – w wyniku zderzenia pociągów towarowych w Białymstoku doszło do pożaru i wybuchu cystern z paliwem.
- 12 listopada – z mocy prawa upływają kadencje organów samorządowych wybranych w wyborach lokalnych w listopadzie 2006.
- 15 listopada – wprowadzono zakaz palenia tytoniu w miejscach publicznych.
- 21 listopada – odbyła się pierwsza tura wyborów samorządowych.

### Grudzień
- 2 grudnia – upłynęła kadencja prezesa Trybunału Konstytucyjnego Bohdana Zdziennickiego.
- 6 grudnia:
  - wizyta prezydenta Rosji Dmitrija Miedwiediewa.
  - wystartował kanał tematyczny TVP Seriale.
- 25 grudnia – po 13 latach emisji zakończono produkcję serialu Złotopolscy.
- 30 grudnia – ukończono budowę odcinka drogi ekspresowej S3 o długości 81,6 km Szczecin – Gorzów Wielkopolski.

## Wydarzenia na świecie

### Styczeń
- 1 stycznia:
  - Hiszpania objęła prezydencję Wspólnot Europejskich.
  - samobójczy zamach w Szah Hassan Chan (Pakistan); zginęło 99 osób, ponad 100 zostało rannych.
- 4 stycznia – w Dubaju oddano do użytku Burdż Chalifa, najwyższą budowlę świata.
- 6 stycznia – 7 funkcjonariuszy milicji zginęło w samobójczym zamachu bombowym na komendzie w stolicy Dagestanu Machaczkale.
- 8 stycznia – na granicy między Kongo a Angolą został ostrzelany autokar, którym piłkarska reprezentacja Togo jechała na rozgrywany w Angoli turniej o Puchar Narodów Afryki. W wyniku ataku zginęły 3 osoby, a 8 zostało rannych.
- 10 stycznia:
  - chińskie media poinformowały, że w 2009 roku Chiny wyprzedziły Niemcy i zostały największym eksporterem na świecie. Całkowita wartość chińskiego eksportu wyniosła 1,2 bln, a niemieckiego 1,17 bln dolarów.
  - w drugiej turze wyborów prezydenckich w Chorwacji Ivo Josipović pokonał Milana Bandicia.
- 12 stycznia – trzęsienie ziemi o sile 7 stopni w skali Richtera zniszczyło stolicę Haiti Port-au-Prince. Zginęło co najmniej 230 tysięcy osób, 300 tysięcy zostało rannych.
- 14 stycznia:
  - rząd w Jemenie wypowiedział wojnę rebeliantom z Al-Ka’idy.
  - w katastrofie dwóch autobusów w Papui-Nowej Gwinei zginęło 40 osób.
  - wskazówki na symbolicznym Zegarze Zagłady na Uniwersytecie w Chicago zostały przesunięte z 11:55 na 11:54.
- 15 stycznia – miało miejsce najdłuższe obrączkowe zaćmienie Słońca w obecnym milenium.
- 16 stycznia – Aires Ali został premierem Mozambiku.
- 17 stycznia:
  - w I turze wyborów prezydenckich na Ukrainie zwyciężył Wiktor Janukowycz przed Julią Tymoszenko.
  - Sebastián Piñera zwyciężył w II turze wyborów prezydenckich w Chile.
  - początek kilkudniowych zamieszek w nigeryjskim mieście Dżos, w wyniku których zginęło ponad 600 osób.
- 18 stycznia – turecki zamachowiec Mehmet Ali Ağca opuścił więzienie w Ankarze.
- 19 stycznia – w Rosji utworzono Północnokaukaski Okręg Federalny.
- 20 stycznia – wojna domowa w Rwandzie: rozpoczęła się ofensywa wojsk rwandyjskich przeciwko bojówkom FLDR na terenie Demokratycznej Republiki Konga.
- 21 stycznia – przyjęto nową konstytucję Angoli znoszącą stanowisko premiera, stawiającą na czele rządu prezydenta i wprowadzającą dodatkowo funkcję wiceprezydenta.
- 22 stycznia – Ireneusz został wybrany 55. patriarchą Serbii przez Sobór Biskupów Serbskiego Kościoła Prawosławnego.
- 25 stycznia:
  - iracki wojskowy Ali Hasan al-Madżid (zwany „Chemicznym Ali”) został stracony za zbrodnie przeciwko ludzkości i ludobójstwo.
  - 90 osób zginęło u wybrzeży Libanu w katastrofie etiopskiego Boeinga 737.
- 26 stycznia – urzędujący prezydent Mahinda Rajapakse zwyciężył ponownie w wyborach prezydenckich na Sri Lance.
- 27 stycznia:
  - w San Francisco został zaprezentowany iPad.
  - Avatar stał się najbardziej dochodowym filmem w historii kina.
  - Porfirio Lobo Sosa objął stanowisko prezydenta Hondurasu, kończąc tym samym kryzys polityczny w kraju.
- 28 stycznia – wykonano wyroki śmierci na 5 oficerach oskarżonych o zamordowanie prezydenta Bangladeszu Sheikha Mujibura Rahmana podczas wojskowego zamachu stanu w 1975 roku.
- 30 stycznia:
  - otwarto halę sportową Mińsk-Arena.
  - 17 osób zginęło, 47 zostało rannych w zamachu samobójczym w Bajaur (Pakistan).

### Luty
- 3 lutego:
  - urzędujący prezydent Grecji Karolos Papulias został wybrany przez parlament na drugą kadencję.
  - rzeźba L’Homme qui marche I (Idący człowiek I) Alberto Giacomettiego została sprzedana w domu aukcyjnym Sotheby’s w Londynie za 65 milionów funtów.
- 5 lutego – zdjęcia z teleskopu Hubble’a wykazały, że planeta karłowata Pluton z niewyjaśnionych w pełni przyczyn zmienia kolor na bardziej czerwony.
- 7 lutego:
  - Wiktor Janukowycz zwyciężył w II turze wyborów prezydenckich na Ukrainie.
  - Laura Chinchilla Miranda jako pierwsza kobieta wygrała wybory prezydenckie w Kostaryce.
- 8 lutego – lawiny schodzące w okolicach przełęczy Salang w Hindukuszu w Afganistanie spowodowały śmierć co najmniej 172 osób.
- 9 lutego – Parlament Europejski zatwierdził Drugą Komisję José Barroso.
- 13 lutego:
  - wojska ISAF rozpoczęły największą operację w Afganistanie pod kryptonimem Musztarak.
  - 16 osób zginęło w zamachu bombowym na niemiecką piekarnię w mieście Pune w zachodnich Indiach.
  - Dominik Duka został nominowany na arcybiskupa metropolitę praskiego i prymasa Czech.
- 15 lutego:
  - białoruska milicja zatrzymała 40 działaczy Związku Polaków na Białorusi.
  - 18 osób zginęło, a 125 zostało rannych w katastrofie kolejowej w belgijskim Halle.
  - 24 indyjskich policjantów zginęło w wyniku ataku grupy maoistów w indyjskim stanie Bengal Zachodni.
- 17 lutego – 102 osoby zginęły w wyniku zejścia lawiny na wioskę Bagaro Serai w Pakistanie.
- 18 lutego:
  - Ivo Josipović został prezydentem Chorwacji.
  - wojsko w przeprowadzonym zamachu stanu obaliło prezydenta Nigru, Mamadou Tandję.
  - pływający pod banderą Barbadosu żaglowiec SV „Concordia” przewrócił się i zatonął w trakcie sztormu u wybrzeży Brazylii. Wszystkie 64 osoby na pokładzie uratowano.
- 19 lutego:
  - pierwiastek chemiczny o liczbie atomowej 112 został – na cześć astronoma Mikołaja Kopernika – oficjalnie nazwany Copernicium.
  - w wyniku zawalenia się minaretu meczetu Bab Bardain w marokańskim mieście Meknes zginęło 41 osób, ponad 80 zostało rannych.
- 20 lutego:
  - Powodzie i lawiny błotne na Maderze.
  - na Krecie temperatura osiągnęła najwyższą wartość w lutym w historii pomiarów. W Iraklionie zanotowano +29 °C.
- 22 lutego – blisko 40 osób zginęło w katastrofie autobusów w peruwiańskim La Libertad.
- 25 lutego – Wiktor Janukowycz został zaprzysiężony na stanowisku prezydenta Ukrainy.
- 27 lutego:
  - trzęsienie ziemi w Chile o magnitudzie 8,8 w skali Richtera; zginęło blisko pół tysiąca osób.
  - na Nauru odbyło się referendum, w którym większość głosujących opowiedziała się przeciw bezpośredniemu wyborowi prezydenta.
- 26 lutego–1 marca – Orkan Xynthia spowodował śmierć kilkudziesięciu osób we Francji i innych krajach europejskich.

### Marzec
- 1 marca – José Mujica objął stanowisko prezydenta Urugwaju.
- 3 marca – Rada Najwyższa Ukrainy wyraziła wotum nieufności dla rządu Julii Tymoszenko.
- 4 marca:
  - Faure Gnassingbé zwyciężył w wyborach prezydenckich w Togo.
  - wskutek wybuchu paniki w świątyni Janki Ram w Kunda w indyjskim stanie Uttar Pradesh zginęło 65 osób, ponad 100 zostało rannych.
- 6 marca – w narodowym referendum Islandczycy odrzucili plan spłaty długów bankowych obywateli Holandii i Wielkiej Brytanii.
- 7 marca:
  - odbyła się 82. ceremonia wręczenia Oscarów.
  - kilkaset osób zginęło w zamieszkach religijnych w pobliżu nigeryjskiego miasta Dżos.
  - w Iraku przeprowadzono wybory parlamentarne.
  - w narodowym referendum Szwajcarzy odrzucili projekt ustanowienia pełnomocników prawnych dla zwierząt.
- 8 marca – w trzęsieniu ziemi w Elâzığ (Turcja) zginęły 42 osoby, ponad 70 zostało rannych.
- 11 marca:
  - na Ukrainie powołany został pierwszy rząd Mykoły Azarowa.
  - Sebastián Piñera został prezydentem Chile.
- 14 marca – w Kolumbii odbyły się wybory parlamentarne.
- 16 marca – grobowce Kasubi (Uganda) uległy zniszczeniu w wyniku pożaru.
- 17 marca:
  - szef wydziału finansowego i planowania rządzącej Partii Pracy Korei Pak Nam Gi został rozstrzelany za przeprowadzenie nieudanej operacji wymiany wona północnokoreańskiego i doprowadzenie kraju do ruiny gospodarczej.
  - w trakcie protestów antyrządowych w Tajlandii demonstranci rozlali ludzką krew przed siedzibą rządzącej Partii Demokratycznej i rezydencją premiera Abhisita Vejjajivy.
- 18 marca – rozpoczęła się 23. ekspedycja na Międzynarodową Stację Kosmiczną (ISS).
- 26 marca – koło wyspy Baengnyeong zatonęła południowokoreańska korweta „Cheonan”.
- 28 marca – w Rosji zmniejszono z 11 do 9 ilość stref czasowych.
- 29 marca – doszło do dwóch samobójczych zamachów bombowych w moskiewskim metrze w których zginęło 39 osób, a 102 zostały ranne.
- 30 marca – w Wielkim Zderzaczu Hadronów w ośrodku Europejskiej Organizacji Badań Jądrowych (CERN) pod Genewą dokonano pierwszych zderzeń wiązek protonów.
- 31 marca – w samobójczym, podwójnym zamachu bombowym w mieście Kizlar w Dagestanie zginęło 12 osób, a 18 zostało rannych.

### Kwiecień
- 2 kwietnia – rozpoczęła się załogowa misja Sojuz TMA-18 na Międzynarodową Stację Kosmiczną (ISS).
- 3 kwietnia:
  - brytyjski operator telewizji satelitarnej BSkyB uruchomił pierwszy w Europie kanał telewizyjny 3D – Sky 3D.
  - na swej farmie na północy Południowej Afryki został zamordowany przez dwóch czarnoskórych robotników rolnych Eugène Terre’Blanche, przywódca skrajnie prawicowego ugrupowania afrykanerskiego Afrikaner Weerstandsbeweging.
- 5 kwietnia:
  - rozpoczęła się misja STS-131 wahadłowca Discovery.
  - Brazylia: w wyniku powodzi i lawin błota zginęło ponad 200 osób.
- 6 kwietnia:
  - w Kirgistanie doszło do wybuchu antyrządowych wystąpień, w wyniku których następnego dnia odsunięty od władzy został prezydent Kurmanbek Bakijew.
  - w wyniku ataku maoistycznych partyzantów na konwój federalnej formacji policji w dystrykcie Dantewada w środkowo-wschodnich Indiach zginęło 76 funkcjonariuszy.
- 7 kwietnia:
  - w Katyniu odbyła się pierwsza część obchodów 70. rocznicy zbrodni katyńskiej.
  - w wyniku protestów społecznych w Kirgistanie został obalony prezydent Kurmanbek Bakijew.
- 8 kwietnia – na Sri Lance odbyły się wybory parlamentarne.
- 9 kwietnia – prezydent Rosji Dmitrij Miedwiediew dokonał w okolicy Gotlandii oficjalnego otwarcia budowy Gazociągu Północnego.
- 10 kwietnia:
  - samolot Tu-154M z prezydentem Polski Lechem Kaczyńskim na pokładzie rozbił się przy podchodzeniu do lądowania na lotnisku w Smoleńsku. Zginęło 96 osób.
  - w zasypanym lawiną śmigłowcu Mi-8 z niemieckimi turystami na Kamczatce zginęło 10 z 18 osób na pokładzie.
  - odbył się ingres arcybiskupa metropolity praskiego Dominika Duki.
  - w czasie protestów politycznych w Tajlandii zginęło 25 osób.
- 11 kwietnia:
  - na Węgrzech odbyła się I tura wyborów parlamentarnych.
  - w Sudanie rozpoczęły się wybory powszechne.
- 12 kwietnia – 9 osób zginęło, a 30 zostało rannych w katastrofie pociągu w pobliżu Merano w północnych Włoszech.
- 14 kwietnia:
  - miała miejsce erupcja wulkanu Eyjafjöll na Islandii, prowadząca do paraliżu komunikacji lotniczej w Europie.
  - 2698 osób zginęło, a 12 tys. zostało rannych w wyniku trzęsienia ziemi, które nawiedziło chińską prowincję Qinghai.
- 15 kwietnia:
  - w związku z emisją pyłów przez islandzki wulkan Eyjafjallajökull zamknięto przestrzeń powietrzną nad większą częścią Europy.
  - zakończyły się 4-dniowe wybory powszechne w Sudanie. Urzędujący prezydent Umar al-Baszir został wybrany na kolejną kadencję, a jego Kongres Narodowy zdobył prawie 73% w wyborach parlamentarnych.
- 17 kwietnia:
  - rozpoczęła się pielgrzymka papieża Benedykta XVI na Maltę.
  - co najmniej 41 osób zginęło w podwójnym bombowym zamachu samobójczym w obozie dla uchodźców w mieście Kohat w północno-zachodnim Pakistanie.
- 18 kwietnia – Derviş Eroğlu zwyciężył w wyborach prezydenckich na Cyprze Północnym.
- 20 kwietnia:
  - doszło do eksplozji na platformie wiertniczej Deepwater Horizon w Zatoce Meksykańskiej, co zapoczątkowało katastrofę ekologiczną.
  - w Karagandzie w Kazachstanie zlikwidowano komunikację trolejbusową.
- 21 kwietnia – D.M. Jayaratne został premierem Sri Lanki.
- 22 kwietnia:
  - w Zatoce Meksykańskiej, dwa dni po eksplozji, zatonęła platforma wiertnicza Deepwater Horizon, doszło do wycieku milionów litrów ropy naftowej; wydarzenie to uznawane jest za jedną z największych katastrof ekologicznych w historii ludzkości.
  - rozpoczęła się pierwsza misja kosmiczna amerykańskiego bezzałogowego wahadłowca Boeing X-37.
  - śmigłowiec usiłujący nielegalnie wylądować na należącej do Namibii Wyspie Mercury wyrządził ogromne szkody na tamtejszych stanowiskach lęgowych ptaków morskich.
- 23 kwietnia – Derviş Eroğlu został prezydentem Cypru Północnego.
- 25 kwietnia:
  - prawicowy Fidesz wygrał wybory parlamentarne na Węgrzech.
  - urzędujący prezydent Austrii Heinz Fischer został wybrany w I turze wyborów na II kadencję.
- 30 kwietnia – do wybrzeży Luizjany dotarła plama ropy z wycieku po katastrofie platformy wiertniczej Deepwater Horizon 20 kwietnia w Zatoce Meksykańskiej.

### Maj
- 1 maja:
  - na Times Square na nowojorskim Manhattanie policja rozbroiła domowej roboty bombę podłożoną w samochodzie. Sprawcę pochodzenia afgańskiego aresztowano w samolocie mającym odlecieć do Europy.
  - otwarto Port lotniczy King Shaka pod Durbanem w Południowej Afryce.
- 1 maja-30 października – Wystawa światowa Expo 2010 w Szanghaju.
- 5 maja – w Grecji rozpoczęły się protesty społeczne.
- 6 maja – odbyły się wybory parlamentarne w Wielkiej Brytanii.
- 8 maja:
  - Laura Chinchilla jako pierwsza kobieta została zaprzysiężona na urząd prezydenta Kostaryki.
  - w katastrofie w kopalni „Raspadskaja” w Rosji zginęło 90 górników, a 71 zostało rannych.
- 10 maja:
  - 114 osób zginęło, a około 400 zostało rannych w serii zamachów bombowych na terenie Iraku.
  - Benigno Aquino III wygrał wybory prezydenckie na Filipinach.
- 11 maja – David Cameron został premierem Wielkiej Brytanii.
- 12 maja – w katastrofie lotu Afriqiyah Airways 771 w Trypolisie zginęły 103 osoby, a 1 została ranna.
- 14 maja:
  - rozpoczęła się misja STS-132 wahadłowca Atlantis.
  - otwarto Aviva Stadium w Dublinie.
- 15 maja – niespełna 17-letnia Australijka Jessica Watson zawinęła swym jachtem do portu w Sydney, kończąc jako najmłodsza osoba w historii samotny rejs dookoła świata.
- 16 maja:
  - początek powodzi w Europie Środkowej.
  - rządząca Partia Wyzwolenia Dominikany (PLD) wygrała wybory parlamentarne.
- 17 maja:
  - 44 osoby zginęły w katastrofie należącego do Pamir Airways samolotu An-24 w górach Hindukusz w Afganistanie.
  - 44 funkcjonariuszy policji zginęło w zasadzce naksalitów (maoistycznej partyzantki ludowej), w dystrykcie Dantewada leżącym w stanie Chhattisgarh w środkowo-wschodnich Indiach.
- 19 maja:
  - 46 osób zginęło, a ponad 200 zostało rannych w wyniku osunięcia ziemi ze zbocza wulkanu Nyiragongo w Demokratycznej Republice Konga.
  - rząd tymczasowy w wydanym dekrecie uznał Rozę Otunbajewą pełnoprawnym prezydentem Kirgistanu i przedłużył jej mandat do końca 2011 roku.
  - tajlandzka policja zlikwidowała obóz demonstrantów w centrum Bangkoku, tłumiąc w ten sposób trwające od 14 marca protesty polityczne, w czasie których zginęło 91 osób, a ponad 2000 zostało rannych.
- 20 maja – z kosmodromu Tanegashima została wystrzelona w kierunku Wenus rakieta z japońską sondą Akatsuki.
- 21 maja – w wyniku zamachu bombowego na targowisku w irackim mieście Khalis zginęły 22 osoby, a 53 zostały ranne.
- 22 maja:
  - 158 osób zginęło, a 8 zostało rannych w katastrofie Boeinga 737 linii Air India w mieście Mangaluru.
  - Inter Mediolan po 45 latach zdobył puchar Ligi Mistrzów, w Finale na Estadio Santiago Bernabeu pokonał mistrzów Niemiec Bayern Monachium 2:0, obie bramki dla Interu strzelił Argentyńczyk Diego Milito.
  - Laszlo Hanyecz w Jacksonville dokonał pierwszej transakcji zakupu rzeczywistych przedmiotów, przy użyciu wirtualnego bitcoina. Za sprzedane 10000 BTC kupił wówczas 2 pizze. Wówczas była to równowartość mniej niż 4 groszy za BTC, czyli pizze kosztowały 25 złotych. 10 grudnia 2019 10000 bitcoin-ów kosztowało 285 070 000 złotych[3][4].
- 23 maja:
  - w Etiopii odbyły się wybory parlamentarne.
  - 19 osób zginęło, a 71 zostało rannych w katastrofie kolejowej w Fuzhou w Chinach.
  - w stolicy Jamajki Kingston wybuchły krwawe czterodniowe zamieszki, wywołane przez zwolenników barona narkotykowego Christophera Coke’a, po decyzji rządu o jego wydaniu USA.
- 25 maja – prezydent Egiptu Husni Mubarak dokonał otwarcia Portu lotniczego Sauhadż-Mubarak.
- 25 maja, 27 maja – odbyły się półfinały 55. Konkursu Piosenki Eurowizji.
- 26 maja:
  - Kamla Persad-Bissessar została pierwszą kobietą-premierem Trynidadu i Tobago.
  - odbył się pierwszy lot eksperymentalnego, bezzałogowego samolotu z silnikiem strumieniowym Boeing X-51 Waverider.
- 27 maja – w wyniku trwających od 23 maja zamieszek w stolicy Jamajki Kingston zginęły 73 osoby.
- 28 maja:
  - 148 osób zginęło, a ponad 200 zostało rannych w katastrofie kolejowej w indyjskim stanie Bengal Zachodni, spowodowanej rozkręceniem torów przez maoistycznych rebeliantów.
  - 86 osób zginęło w zamachu na meczet w pakistańskim mieście Lahaur.
- 29 maja:
  - w Czechach odbyły się wybory parlamentarne.
  - Viktor Orbán został po raz drugi premierem Węgier.
  - Niemka Lena Meyer-Landrut wygrała w Oslo 55. Konkurs Piosenki Eurowizji.
- 30 maja:
  - odbyła się I tura wyborów prezydenckich w Kolumbii. Do II tury przeszli Juan Manuel Santos i Antanas Mockus.
  - w wyniku przejścia cyklonu Agatha nad krajami Ameryki Środkowej zginęło 190 osób, a 119 zostało uznanych za zaginione.
  - 30 osób zginęło w katastrofie autobusu w Chitradurga (Indie).
- 31 maja:
  - atak izraelskich wojsk na Turecki konwój wiozący pomoc humanitarną dla Strefy Gazy. Ginie ok. 10 osób.
  - prezydent Niemiec Horst Köhler ustąpił ze stanowiska.

### Czerwiec
- 2 czerwca – 52-letni taksówkarz Derrick Bird, podczas jazdy swym wozem przez angielskie hrabstwo Kumbria zastrzelił 12 osób, zranił 11, po czym popełnił samobójstwo.
- 3 czerwca – 117 osób zginęło, a około 100 zostało rannych w wyniku pożaru sali weselnej w stolicy Bangladeszu Dhace.
- 5 czerwca – izraelscy żołnierze zajęli bez walki statek MV „Rachel Corrie”, ostatni z sześciu należących do tzw. Flotylli Pokoju, wiozącej pomoc humanitarną dla Strefy Gazy.
- 6 czerwca:
  - w Słowenii odbyło się referendum w sprawie międzynarodowego arbitrażu w sporze granicznym z Chorwacją. Za arbitrażem opowiedziało się 51,5% głosujących.
  - cyklon Phet, który w dniach 30 maja-6 czerwca nawiedził Oman, Pakistan i Indie, spowodował śmierć 44 osób.
- 8 czerwca – Naoto Kan został premierem Japonii.
- 9 czerwca – w wyborach parlamentarnych w Holandii zwyciężyła Partia Ludowa na rzecz Wolności i Demokracji (VVD) z Markiem Rutte na czele.
- 10 czerwca – wybuchły krwawe zamieszki etniczne na południu Kirgistanu.
- 12 czerwca:
  - na Słowacji odbyły się wybory parlamentarne.
  - w Belgii odbyły się wybory parlamentarne.
- 13 czerwca – na australijskiej pustyni wylądowała japońska sonda kosmiczna Hayabusa, która pobrała próbki materii z planetoidy Itokawa.
- 14 czerwca – w Basrze zarejestrowano rekordową w historii Iraku temperaturę (+52 °C).
- 15 czerwca – wystrzelono załogowy statek kosmiczny Sojuz TMA-19.
- 19 czerwca – w Sztokholmie odbył się ślub Wiktorii Bernadotte, księżniczki koronnej Szwecji, i Daniela Westlinga.
- 20 czerwca:
  - Juan Manuel Santos wygrał w II turze wybory prezydenckie w Kolumbii.
  - w węgierskiej miejscowości Rákóczifalva spadł deszcz żab.
- 21 czerwca – w katastrofie kolejowej w Yanga w Kongo zginęło 76 osób, a 745 zostało rannych.
- 22 czerwca – w Finlandii utworzono rząd Mari Kiviniemi.
- 23 czerwca – prezydent USA Barack Obama zwolnił ze stanowiska za niesubordynację dowódcę wojsk USA i NATO w Afganistanie gen. Stanleya McChrystala. Jego następcą mianował gen. Davida Petraeusa.
- 24 czerwca – Julia Gillard, jako pierwsza kobieta w historii kraju, została premierem Australii.
- 25 czerwca – huragan Alex zaatakował Amerykę Środkową.
- 26 czerwca – Ahmed M. Mahamoud Silanyo wygrał wybory prezydenckie w nieuznawanym przez społeczność międzynarodową Somalilandzie.
- 27 czerwca:
  - Islandia zalegalizowała małżeństwa osób tej samej płci.
  - 90% spośród głosujących w referendum obywateli Kirgistanu opowiedziało za przyjęciem nowej konstytucji.
  - odbyła się I tura pierwszych w historii Gwinei demokratycznych wyborów prezydenckich. Do II tury przeszli Cellou Dalein Diallo i późniejszy zwycięzca Alpha Condé.
- 28 czerwca:
  - ubiegający się o reelekcję Pierre Nkurunziza został wybrany ponownie na urząd prezydenta Burundi.
  - 18 osób zginęło, a 40 zostało rannych w wyniku wybuchu samochodu-pułapki przed szpitalem w Hajdarabadzie w południowym Pakistanie.
- 29 czerwca – Pál Schmitt został wybrany przez Zgromadzenie Narodowe na urząd prezydenta Węgier.
- 30 czerwca – Benigno Aquino III został prezydentem Filipin.

### Lipiec
- 1 lipca – Belgia objęła prezydencję Wspólnot Europejskich.
- 11 lipca – zamach terrorystyczny w stolicy Ugandy – Kampali w wyniku czego zginęły 74 osoby.
- 19 lipca – co najmniej 63 osoby zginęły w katastrofie kolejowej w Sainthia w Indiach.
- 23 lipca – miasteczko Vivian w Dakocie Południowej nawiedziły opady gradu, które od razu przeszły do historii. Rekordowa lodowa kula miała 20 cm średnicy, niespełna pół metra obwodu i ważyła prawie kilogram (88 dag).

• W talent show The X Factor (format telewizyjny) w 7 edycji został stworzony boyband One Direction
- 24 lipca – 21 osób zginęło, a ponad 500 zostało rannych podczas wybuchu paniki na Love Parade w Duisburgu.
- 25 lipca – na stronie Wikileaks opublikowano około 77 tysięcy wojskowych dokumentów dotyczących wojny w Afganistanie, obejmujących okres od stycznia 2004 do grudnia 2009 roku[5].
- 27 lipca – premiera gry StarCraft II: Wings of Liberty – kontynuacja strategicznej gry czasu rzeczywistego StarCraft.
- 28 lipca – 152 osoby zginęły w katastrofie Airbusa A321 linii Air Blue w Pakistanie.
- 29 lipca:
  - ulewne deszcze monsunowe spowodowały rozległe powodzie w prowincji Chajber Pasztunchwa w Pakistanie, powodując śmierć 1600 osób oraz pozbawienie dachu nad głową ponad miliona osób; katastrofa naturalna dotknęła ponad 15 milionów osób.
  - w Moskwie zanotowano rekordową temperaturę 38,2 °C.
- 30 lipca – wydanie nowej płyty przez zespół Blind Guardian – At the Edge of Time.
- Lipiec i sierpień – Pożary lasów w Rosji.

### Sierpień
- 1 sierpnia – Holandia rozpoczęła wycofywanie swojego kontyngentu wojskowego z Afganistanu.
- 2 sierpnia – katastrofa izraelskiego śmigłowca CH-53 w Rumunii.
- 3 sierpnia – Dési Bouterse został prezydentem Surinamu.
- 5 sierpnia – katastrofa górnicza w Copiapó w Chile.
- 6 sierpnia – Pál Schmitt został prezydentem Węgier.
- 23 sierpnia – w Manilii były policjant przetrzymywał w autobusie jako zakładników grupę turystów z Chin, w wyniku akcji sił porządkowych zginęło dziewięć osób.
- 24 sierpnia – w katastrofie lotu Henan Airlines 8387 na lotnisku w Yichun w Chinach zginęło 42 pasażerów, ocalały 54 osoby.

### Wrzesień
- 1 września – rozpoczęła się 67. edycja Festiwalu Filmowego w Wenecji, na którym Polskę reprezentował film Jerzego Skolimowskiego Essential Killing.
- 16 września – papież Benedykt XVI rozpoczął podróż apostolską do Wielkiej Brytanii.
- 18 września – 200. wydanie festiwalu Oktoberfest.
- 26 września – katastrofa polskiego autokaru pod Berlinem, podczas której zginęło 13 osób, a 30 zostało rannych[6]
- 30 września – bunt policji i części wojska w Ekwadorze przeciwko polityce oszczędnościowej prezydenta Rafaela Correi.

### Październik
- 1 października – David Lloyd Johnston został gubernatorem generalnym Kanady.
- 3 października – RFN wypłacił ostatnią ratę reparacji za I wojnę światową[7].
- 4 października – katastrofa w hucie aluminium w Ajce na Węgrzech.
- 10 października – Antyle Holenderskie rozpadły się na 5 oddzielnych prowincji Królestwa Niderlandów.
- 12 października:
  - w katastrofie kolejowej na Ukrainie zginęły 43 osoby.
  - początek akcji ratunkowej w Copiapó.
- 13 października – miliard ludzi na całym świecie śledziło telewizyjną relację z akcji uwalniania górników zasypanych w kopalni miedzi i złota nieopodal Copiapó w Chile.
- 17 października – w Watykanie odbyła się kanonizacja 6 błogosławionych, w tym Stanisława Kazimierczyka.
- 19 października – Europejska Rada Resuscytacji opublikowała wytyczne resuscytacji krążeniowo-oddechowej 2010.
- 22 października – w WikiLeaks opublikowano 391 832 dokumenty o wojnie w Iraku, co wywołało kontrowersje[8].
- 31 października – Dilma Rousseff wygrała w II turze wybory prezydenckie w Brazylii.

### Listopad
- 14 listopada – prezydent Francji Nicolas Sarkozy przyjął rezygnację premiera François Fillona, po czym powierzył mu misję powołania kolejnego rządu.
- 15 listopada – drugą turę wyborów prezydenckich w Gwinei wygrał Alpha Condé.
- 17 listopada – zostało przeprowadzone referendum konstytucyjne na Madagaskarze.
- 19 listopada – na południowej wyspie Nowej Zelandii w eksplozji w Kopalni „Pike River” zginęło 29 górników.
- 19–20 listopada – w Lizbonie odbył się szczyt NATO.
- 20 listopada – papież Benedykt XVI powołał 24 nowych kardynałów, w tym abp warszawskiego Kazimierza Nycza.
- 21 listopada – urzędujący prezydent Blaise Compaoré wygrał po raz czwarty wybory prezydenckie w Burkinie Faso.
- 23 listopada – Korea Północna ostrzelała południowokoreańską wyspę Yŏnpyŏng.
- 28 listopada:
  - w WikiLeaks rozpoczęła się publikacja 251 287 depesz dyplomatycznych z amerykańskich ambasad na całym świecie. Po publikacji strona WikiLeaks została zablokowana za pomocą rozproszonego ataku typu DoS (ang. denial of service). W odpowiedzi WikiLeaks rozpoczęły masowe tworzenie serwerów lustrzanych.
  - odbyła się II tura wyborów prezydenckich na Wybrzeżu Kości Słoniowej, po której swoje zwycięstwo ogłosili urzędujący prezydent Laurent Gbagbo i były premier Alassane Ouattara, co doprowadziło do kryzysu politycznego i wznowienia wojny domowej.

### Grudzień
- 3 grudnia – amerykański bezzałogowy wahadłowiec kosmiczny Boeing X-37 powrócił na ziemię po pierwszym locie orbitalnym.
- 4 grudnia:
  - amerykański serwis płatności internetowych PayPal zablokował konta WikiLeaks, powołując się na naruszenie regulaminu.
  - z powodu strajku kontrolerów ruchu lotniczego w Hiszpanii wprowadzono stan wyjątkowy.
- 5 grudnia – 44 osoby zginęły w wyniku trwających od 2 grudnia pożarów lasów w paśmie górskim Góry Karmel w północnym Izraelu.
- 6 grudnia – 43 osoby zginęły, a około 70 zostało rannych w samobójczym zamachu w mieście Ghalanai w północno-zachodnim Pakistanie.
- 7 grudnia:
  - Julian Assange jeden z założycieli WikiLeaks zgłosił się na policję w Wielkiej Brytanii i został zatrzymany w związku z oskarżeniami o wymuszenie seksualne i gwałt.
  - japońska sonda Akatsuki nie zdołała z powodu awarii wejść na orbitę Wenus.
- 8 grudnia:
  - strajk generalny w Czechach.
  - 83 osoby zginęły, a 23 zostały ranne w pożarze więzienia pod Santiago.
- 10 grudnia – były premier Chorwacji Ivo Sanader został aresztowany na autostradzie w Austrii, dokąd uciekł po uchyleniu mu immunitetu parlamentarnego w związku z zarzutami korupcyjnymi.
- 12 grudnia – w Kosowie odbyły się pierwsze wybory parlamentarne po proklamowaniu niepodległości.
- 15 grudnia – 41 osób zginęło, a około 60 zostało rannych samobójczym zamachu bombowym na szyicki meczet w mieście Czabahar w południowo-wschodnim Iranie.
- 17 grudnia – Rewolucja w Tunezji: po tym jak w proteście przeciw konfiskacie wózka z warzywami i owocami podpalił się 27-letni Mohamed Bouazizi wybuchły pierwsze zamieszki w Tunezji (tzw. Jaśminowa Rewolucja).
- 19 grudnia – urzędujący prezydent Białorusi Alaksandr Łukaszenka zwyciężył w I turze wyborów prezydenckich na Białorusi.
- 21 grudnia – Alpha Condé został prezydentem Gwinei.
- 22 grudnia – były dyktator Argentyny Jorge Rafael Videla został skazany na karę dożywotniego więzienia za zbrodnie przeciwko ludzkości.
- 23 grudnia:
  - Thongsing Thammavong został premierem Laosu.
  - podczas otwierania przesyłek zawierających bomby w ambasadach Chile i Szwajcarii w Rzymie zostały ranne 2 osoby. Do wysłania przesyłek przyznały się organizacje anarchistyczne.
- 24 grudnia – Mohamed Saïd Fofana został premierem Gwinei.
- 25 grudnia – 45 osób zginęło, a 50 zostało rannych w samobójczym zamachu bombowym na punkt dystrybucji pomocy żywnościowej w mieście Khar na Terytoriach Plemiennych w zachodnim Pakistanie.
- 26 grudnia – dotychczasowy wiceprezydent Ikililou Dhoinine zwyciężył w II turze wyborów prezydenckich na Komorach.
- 28 grudnia – Michaił Miasnikowicz został premierem Białorusi.

## Wydarzenia sportowe
- 30 grudnia-6 stycznia – odbył się Turniej Czterech Skoczni w skokach narciarskich, w którym zwyciężył Austriak, Andreas Kofler.
- 1–10 stycznia – odbyły się zawody Tour de Ski w biegach narciarskich, w których po raz pierwszy zwyciężyła Polka, Justyna Kowalczyk.
- 1–16 stycznia – po raz drugi Rajd Dakar został rozegrany na terenie Ameryki Południowej. W klasyfikacji ogólnej zwyciężył Hiszpan, Carlos Sainz.
- 10–31 stycznia – rozegrano XXVII Puchar Narodów Afryki. Zawody, po raz pierwszy w historii miały miejsce w Angoli. Trzeci raz z rzędu złote medale wywalczyła reprezentacja Egiptu.
- 15–17 stycznia – Halowe Mistrzostwa Europy, Trophy Mężczyzn w halowej odmianie Hokeja na Trawie – Poznań w hali Centrum Rekreacji AWF.
- 19–31 stycznia – odbyły się IX Mistrzostwa Europy w Piłce Ręcznej Mężczyzn. Złote medale wywalczyła reprezentacja Francji.
- 7 lutego – w Pałacu Kultury i Nauki w Warszawie rozlosowano grupy eliminacyjne UEFA Euro 2012.
- 12 lutego – tuż przed rozpoczęciem zimowych igrzysk olimpijskich w Vancouver gruziński saneczkarz Nodar Kumaritaszwili uległ nieszczęśliwemu wypadkowi podczas treningu na torze saneczkowym i zmarł w wyniku odniesionych obrażeń.
- 12–28 lutego – XXI Zimowe Igrzyska Olimpijskie w Vancouver (Kanada):
  - 13 lutego – podczas Zimowych Igrzysk Olimpijskich w Vancouver Adam Małysz zdobył srebrny medal w konkursie na normalnej skoczni.
  - 17 lutego – Justyna Kowalczyk zdobyła srebrny medal w sprincie narciarskim techniką klasyczną, podczas igrzysk olimpijskich w Vancouver.
  - 20 lutego – podczas igrzysk w Vancouver Adam Małysz zdobył srebrny medal w konkursie na dużej skoczni.
  - 27 lutego:
    - podczas igrzysk olimpijskich w Vancouver Justyna Kowalczyk zdobyła złoty medal w biegu narciarskim na 30 km techniką klasyczną.
    - polskie panczenistki (Katarzyna Bachleda-Curuś, Katarzyna Woźniak i Luiza Złotkowska) zdobyły brązowy medal w łyżwiarstwie szybkim, pokonując Amerykanki.
- 12–14 marca – odbyły się XIII Halowe Mistrzostwa Świata w Lekkoatletyce w Dosze (Katar)
- 19–21 marca – odbyły się Mistrzostwa Świata w Lotach Narciarskich w Planicy (Słowenia). Konkurs indywidualny wygrał Simon Ammann. W konkursie drużynowym tytuł sprzed dwóch lat obroniła reprezentacja Austrii.
- 20–25 marca – odbyła się 1. edycja Zimowych Światowych Igrzysk Wojskowych zorganizowanych przez Międzynarodową Radę Sportu Wojskowego (CISM) we włoskiej Dolinie Aosty. Reprezentacja Polski w klasyfikacji medalowej zajęła 7. miejsce z dorobkiem trzech medali, w tym dwóch złotych.
- 28 marca:
  - w Bydgoszczy odbyły się 38. Mistrzostwa Świata w Biegach Przełajowych.
  - Robert Kubica na wozie Renault zajął drugie miejsce w wyścigu Formuły 1 o Grand Prix Australii.
- 27 kwietnia – Piotr Pustelnik wszedł na szczyt Annapurny, zdobywając jako trzeci Polak Koronę Himalajów i Karakorum.
- 15 maja – Lech Poznań wygrał 2:0 z Zagłębiem Lubin i po raz 6. w historii klubu został mistrzem Polski.
- 19–30 maja – rozegrany został Puchar Azji w piłce nożnej kobiet 2010. Zwycięzcą turnieju została drużyna Australii, wicemistrzem zespół Korei Północnej, trzecie miejsce zajęła Japonia.
- 28 maja – Francja została wybrana na organizatora Mistrzostw Europy w Piłce Nożnej 2016.
- 6 czerwca – Bydgoszcz: Anita Włodarczyk ustanowiła wynikiem 78,30 m rekord świata w rzucie młotem.
- 11 czerwca–11 lipca – odbyły się Mistrzostwa Świata w Piłce Nożnej w Południowej Afryce. Mistrzem świata została drużyna Hiszpanii.
- 25–31 lipca – Mistrzostwa Europy w Hokeju na Trawie Juniorów U-21 – Siemianowice Śląskie
- 25 lipca–1 sierpnia – odbył się Drużynowy Puchar Świata na żużlu 2010. Po raz drugi z rzędu pierwsze miejsce zajęła reprezentacja Polski
- 27 lipca–1 sierpnia – XX Mistrzostwa Europy w Lekkoatletyce w Barcelonie (Hiszpania)
- 14–26 sierpnia – pierwsze Letnie Igrzyska Olimpijskie Młodzieży w Singapurze
- Mistrzostwa świata w piłce siatkowej mężczyzn we Włoszech.
- Mistrzostwa świata w piłce siatkowej kobiet w Japonii.
- 5 listopada – rozpoczęcie Mistrzostw Europy w Kolarstwie Torowym w Pruszkowie.
- 12 listopada – otwarcie XVI Igrzysk Azjatyckich w chińskim Kantonie.
- 14 listopada:
  - najmłodszym w historii Mistrzem Świata Formuły 1 został Niemiec Sebastian Vettel z teamu Red Bull-Renault.
  - Francuz Sébastien Loeb jadący samochodem Citroën C4 WRC wygrał 66 Rajd Wielkiej Brytanii, tym samym zwyciężając po raz siódmy z rzędu w cyklu rajdów zaliczanych do Mistrzostw Świata w klasyfikacji WRC.
- 29 listopada – w El Clásico na Camp Nou, FC Barcelona ograła swoje odwiecznego rywala Real Madryt aż 5-0. Był to pierwszy sezon José Mourinho w roli trenera drużyny z Madrytu.

## Urodzili się
- 20 stycznia – Indica Watson, brytyjska aktorka dziecięca
- 6 lutego – Kim Ha-yeon, południowokoreańska aktorka
- 12 lutego – Zoé Clauzure, francuska piosenkarka
- 7 lipca – Frankie Corio, brytyjska aktorka

## Zdarzenia astronomiczne
- 15 stycznia – obrączkowe zaćmienie Słońca (Saros 141). Maksymalna długość zaćmienia wyniosła jedenaście minut 8 sekund. Punkt maksymalnego zaćmienia znalazł się na środku Oceanu Indyjskiego[9].
- 26 czerwca – częściowe zaćmienie Księżyca
- 11 lipca – całkowite zaćmienie Słońca (Saros 146). Cień Księżyca dotknął po raz pierwszy powierzchni Pacyfiku około 1600 kilometrów na północny wschód od Nowej Zelandii. Punkt największego zaćmienia, trwający pięć minut 20 sekund, miał miejsce w połowie drogi między Nową Zelandią a Ameryką Południową. Na Wyspach Wielkanocnych całkowita faza zaćmienia trwała cztery minuty i 44 sekundy (najdłużej ze wszystkich miejsc na lądzie|)[9].
- 21 grudnia – całkowite zaćmienie Księżyca.

## Nagrody Nobla
- z fizyki – Andriej Gejm, Konstantin Nowosiołow
- z chemii – Richard Heck, Ei’ichi Negishi, Akira Suzuki
- z medycyny – Robert Edwards
- z ekonomii – Peter Diamond, Dale Mortensen, Christopher Pissarides
- z literatury – Mario Vargas Llosa
- nagroda pokojowa – Liu Xiaobo

## Święta ruchome
- Tłusty czwartek: 11 lutego
- Ostatki: 16 lutego
- Popielec: 17 lutego
- Niedziela Palmowa: 28 marca
- Pamiątka śmierci Jezusa Chrystusa: 30 marca
- Wielki Czwartek: 1 kwietnia
- Wielki Piątek: 2 kwietnia
- Wielka Sobota: 3 kwietnia
- Wielkanoc: 4 kwietnia
- Poniedziałek Wielkanocny: 5 kwietnia
- Wniebowstąpienie Pańskie: 13 maja (w Kościele katolickim obchodzone 16 maja)
- Zesłanie Ducha Świętego: 23 maja
- Boże Ciało: 3 czerwca